# Hesshütte
Die Hesshütte, auch Heßhütte, ist eine Schutzhütte der Sektion Austria des ÖAV in den Ennstaler Alpen.

## Lage
Die Hesshütte steht am Ennsecksattel zwischen Hochtor und Hochzinödl in den Gesäusebergen. Sie ist ein beliebter Stützpunkt für Touren in der Hochtorgruppe.

## Geschichte
Erbaut wurde die Hütte 1892/1893 von der Alpinen Gesellschaft „Ennstaler“ und eröffnet am 11. Juni 1893. Benannt ist sie nach Heinrich Heß, dem Obmann dieser Gesellschaft und Erschließer des Gesäuses. Um 1902, 1910, 1922 wurde die Hütte erweitert. 1931 wurde die Alpine Gesellschaft „Ennstaler“ Gruppe der Sektion Austria des Deutschen und Österreichischen Alpenvereins. 1979 wurde ein Schlafhaus errichtet und 1996 die Hütte generalsaniert.

## Aufstieg
- Johnsbach – Hesshütte, Gehzeit: 3 Stunden
- Gstatterboden – Hesshütte, Gehzeit: 3½ Stunden („Wasserfallweg“)

## Touren
- Planspitze (2114 m): Gehzeit 2¾ Stunden
- Hochtor (2365 m): Gehzeit 2½ Stunden
- Hochzinödl (2191 m): Gehzeit 1¾ Stunden

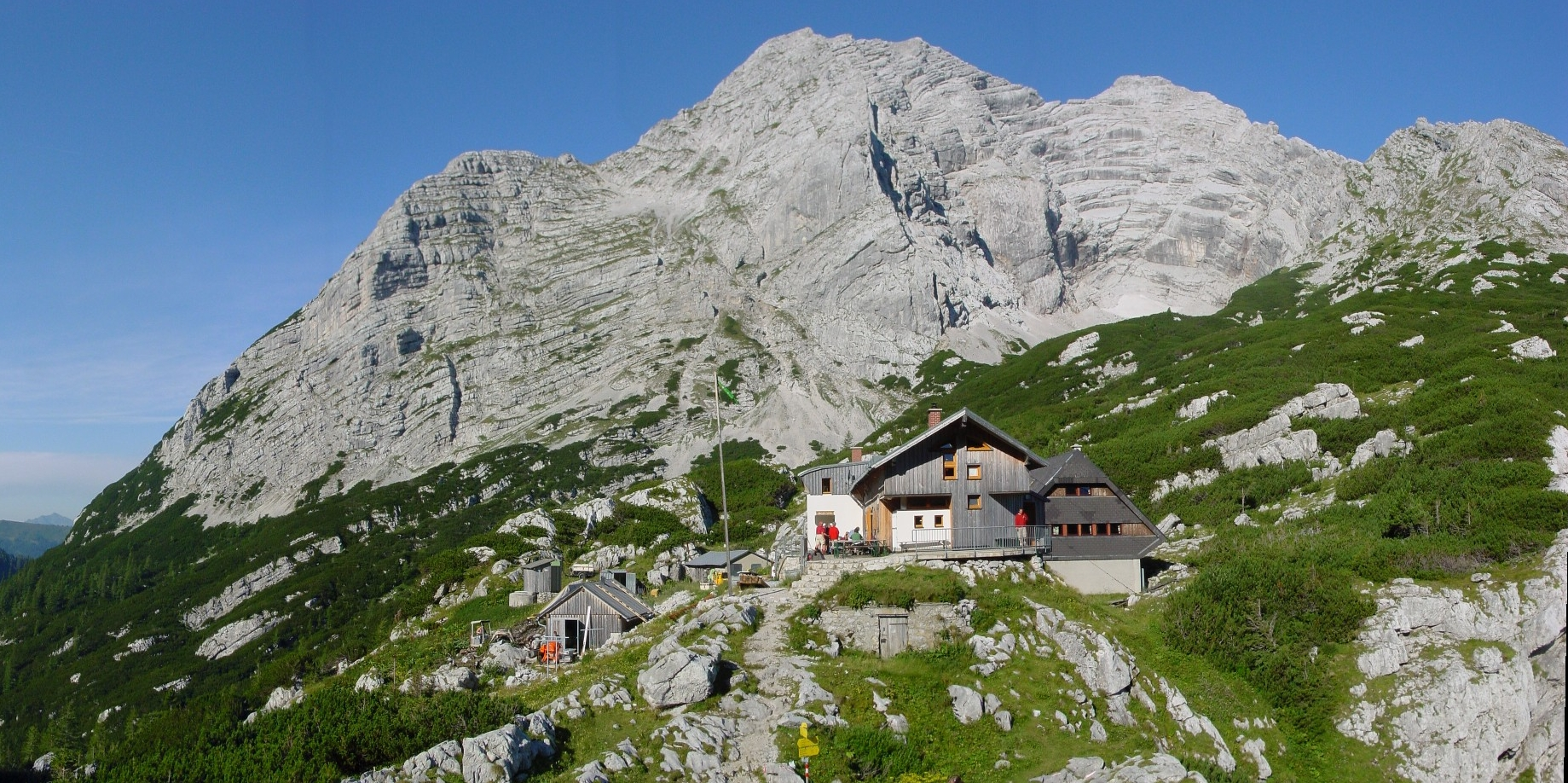
Die Hesshütte vor dem Hochtor

Die Hesshütte ist weiters ein wichtiger Stützpunkt für Weitwanderer auf dem Nordalpenweg.

## Klettermöglichkeiten
- Klettergarten bei der Hütte
- Zahlreiche Routen in der Hochtorgruppe

## Übergang zu anderen Hütten
- Mödlinger Hütte, Gehzeit 5 Stunden
- Haindlkarhütte, Gehzeit 4½ Stunden („Peternpfad“, Kletterschwierigkeit I-II)
- Ennstaler Hütte, Gehzeit 5½ Stunden